# Morozeni
Morozeni è un comune della Moldavia situato nel distretto di Orhei di 2.091 abitanti al censimento del 2004

## Località
Il comune è formato dall'insieme delle seguenti località (popolazione 2004):
- Morozeni (1.416 abitanti)
- Breanova (675 abitanti)